# Banca elettorale
Una banca elettorale o banca dei voti (dall'inglese votebank) è un blocco elettorale di una comunità che supporta un certo candidato o una formazione politica per ragione di fedeltà, anziché basarsi sul confronto tra le idee politiche promosse dal candidato con le proprie.
Tale comportamento rappresenta spesso il risultato dell'aspettativa (reale o meno) di ottenere un beneficio dalle successive formazioni politiche alle spese di altre comunità. La modalità d'uso delle banche elettorali sfrutta la creazione e il mantenimento di questi blocchi attraverso politiche divisive. Poiché ciò incoraggia gli elettori a votare sulla base di ristrette considerazioni comuni, spesso contro il loro stesso giudizio, le banche elettorali sono considerate dannose per i principi della democrazia rappresentativa.

## Etimologia
L'espressione banca elettorale è stata usata la prima volta nel 1955 dal sociologo indiano M. N. Srinivas (che ha coniato anche i termini sanscritizzazione e casta dominante), nel suo saggio The Social System of a Mysore Village. Srinivas l'ha usato nel contesto dell'influenza politica esercitata da un mecenate su un individuo. Più tardi, nel 1959, l'espressione è stata usata da F. G. Bailey, professore di antropologia dell'Università di San Diego nel suo libro Politics and Social Change per riferirsi all'influenza elettorale del leader di una casta.